# Altona, South Australia
Altona är en ort i Australien. Den ligger i kommunen Barossa och delstaten South Australia, omkring 47 kilometer nordost om delstatshuvudstaden Adelaide. Orten hade 131 invånare år 2016.
Närmaste större samhälle är Gawler, omkring 15 kilometer väster om Altona.